# Square Gilbert-Thomain
Le square Gilbert-Thomain est un parc public situé dans la ville d'Asnières-sur-Seine, dans le département des Hauts-de-Seine, sur un site anciennement appelé Place des Bruyères. 

## Situation et accès
Il est délimité par la rue de Lorraine, la rue Denfert-Rochereau, la rue de Belfort et la rue de Rethondes.

## Origine du nom
Il est appelé ainsi depuis 1936, du nom d'un pilote d'essai, mort en service commandé au camp d'aviation de Romorantin, et conseiller municipal d'Asnières. Gilbert Thomain est enterré au cimetière ancien d'Asnières-sur-Seine.

## Historique
Créé en 1902 puis réaménagé en 1975 et en 1982, le square est à nouveau réhabilité en 2011. Les travaux consistent en l'élargissement des entrées et de l'axe nord-sud, et en la rénovation des massifs avec des plantes persistantes pour conserver un aspect « vert » en hiver. Les engazonnements sont refaits, et un bac-à-sable installé.
Il est équipé d'un kiosque à musique, en béton, construit avant 1933. La superficie totale est de 5 900 m2.